# Epacromius
Az Epacromius a sáskafélék rendszertani családjának egyik neme. Az ide tartozó fajok Eurázsiában élnek, Franciaországtól egészen Japánig.

## Fajok
A genusba 5 faj tartozik. Magyarországon a védett sziki sáska képviseli.
1. Epacromius coerulipes (Ivanov, 1888) - sziki sáska
2. Epacromius fallax Wang, 2007
3. Epacromius japonicus (Shiraki, 1910)
4. Epacromius pulverulentus (Fischer von Waldheim, 1846)
5. Epacromius tergestinus (Megerle von Mühlfeld, 1825) - típusfaj